# لاول (پنسیلوانیا)
لاول (به انگلیسی: Lavelle) یک منطقهٔ مسکونی در ایالات متحده آمریکا است که در شهرستان سچویلکیلل، پنسیلوانیا واقع شده‌است. لاول ۷۴۲ نفر جمعیت دارد.